# Першин, Зиновий Аристархович
Зиновий Аристархович Першин (1900, хутор Орлиновский, область Войска Донского — 1980, Краснодар) — передовик советского сельского хозяйства, директор совхоза «Чехрак» (Кошехабльский район Адыгейской автономной области), Герой Социалистического Труда (1948).

## Биография
Родился в 1900 году в хуторе Орлиновский Усть-Медведицкого округа области Войска Донского (ныне Серафимовичский район Волгоградской области) в семье крестьянина, русский.
С 1919 по 1922 год служил в рядах Красной армии, принимал участие в Гражданской войне.
В 1929 году вступил в колхоз и был назначен бригадиром полеводческой бригады. В 1930 году, возглавляемая им бригада,  первой в районе закончила весенний сев, за что получила первую премию. В том же году «Райколхозсоюз» послал его учиться в сельскохозяйственный техникум города Сердобска Пензенской области.
В 1933 году после окончания техникума был направлен в Адыгею работал заместителем директора в совхозе «Чехрак» Кошехабльского района, директором совхоза «Заря» Шовгеновского района и каучукосовхоза Майкопского района.
В период временной оккупации территории Адыгейской автономной области находился в партизанском отряде, принимал участие в изгнании оккупантов из пределов Адыгеи. Был членом государственной комиссии по установлению злодеяний оккупантов в Адыгее.
После освобождения территории Адыгеи работал председателем Майкопского райисполкома, а в 1944 году вновь был направлен директором совхоза «Чехрак» Кошехабльского района, где проработал до 1953 года. Много сделал для того, чтобы восстановить разрушенное войной хозяйство, поднять урожайность полей и продуктивность ферм.
Уже к 1948 году совхоз превзошёл довоенный уровень посевной площади более чем на 100 гектаров, значительно увеличил поголовье скота и птицы. Задания первой послевоенной пятилетки по развитию поголовья скота и птицы совхозом были выполнены досрочно, за три года.
Самый высокий урожай в совхозе был получен в послевоенном 1947 году. С каждого из 335 гектаров, занятых коноплёй, было получено по 28,4 центнера стебля при плане 25 центнеров и 6,5 центнера семян при задании 2,8 центнера. Рекордный урожай дал 22-гектарный участок: по 65,5 центнера стебля и по 7 центнеров семян конопли. План сдачи стебля конопли государству совхоз выполнил на 112 процентов, а семян на 313 процентов. Был собран также хороший урожай колосовых культур.
Указом Президиума Верховного Совета СССР от  19 мая  1948 года за самоотверженный труд, получение высоких урожаев конопли и пшеницы Зиновию Аристарховичу Першину было присвоено звание Героя Социалистического Труда с вручением ордена Ленина и золотой медали «Серп и Молот».
Трое звеньевых его совхоза «Чехрак» В. Я. Беликова, Д. П. Никитенко, Е. П. Шинкорёва, как и директор совхоза, также были удостоены звания Героя Социалистического Труда.
За активное участие в партизанской борьбе и в мобилизации трудящихся на разгром врага в трудные годы войны награждён медалями «За победу над Германией в Великой Отечественной войне 1941—1945 гг.», и «За доблестный труд в Великой Отечественной войне 1941—1945 гг.». За добросовестную и безупречную работу награждён юбилейной медалью «За доблестный труд. В ознаменование 100-летия со дня рождения В. И. Ленина». Награждён медалью участника ВДНХ.
Принимал активное участие в общественно-политической жизни области. Он неоднократно избирался членом Кошехабльского, Шовгеновского и Майкопского райкомов КПСС и депутатом районных Советов народных депутатов.
В 1953 году переехал в город Хадыженск Апшеронского района, ряд лет работал директором нефтебазы.
С 1960 года персональный пенсионер союзного значения.
Умер в 1980 году в Краснодаре.

## Награды
- Золотая медаль «Серп и Молот» (19.05.1948);
- Орден Ленина (19.05.1948);
- Медаль «Партизану Отечественной войны»
- Медаль «В ознаменование 100-летия со дня рождения Владимира Ильича Ленина» (06.04.1970);
- медаль «За победу над Германией в Великой Отечественной войне 1941—1945 гг.»
- Медаль «За доблестный труд в Великой Отечественной войне 1941—1945 гг.»

## Память
- На могиле установлен надгробный памятник.
- Имя Героя золотыми буквами вписано на мемориальной доске в Краснодаре